# کلاه خدا
کلاه خدا (به انگلیسی:God helmet)، یک دستگاه علمی آزمایشی است که در اصل به نام مخترع آن استنلی کورن، کلاه آزمایش کورن نیز نامیده می‌شود. این دستگاه توسط کورن و عصب‌شناس مایکل پرسینگر برای مطالعه تجربه‌های مذهبی و اثرات تحریک نامحسوس لوب گیجگاهی مغز ساخته‌شد. گزارش‌های شرکت‌کنندگان مبنی‌بر «حضور محسوس» درحالی که کلاه خدا بر سَر داشتند، توجه عمومی را به خود جلب کرد و منجر به تولید چندین مستند علمی تلویزیونی شد. این دستگاه در تحقیقات مایکل پرسینگر در زمینه نوروتئولوژی استفاده شده‌است، مطالعه همبستگی‌های عصبی ادعایی دین و معنویت. دستگاهی که روی سر یک سوژه آزمایشی قرار می‌گیرد، میدان‌های مغناطیسی بسیار ضعیفی تولید می‌کند که پرسینگر از آن به عنوان «پیچیده» یاد می‌کند. مانند سایر تحریکات عصبی با میدان‌های مغناطیسی کم شدت، این میدان‌ها تقریباً به اندازه میدان‌هایی هستند که توسط یک گوشی تلفن همراه یا یک سشوار معمولی ایجاد می‌شوند، اما بسیار ضعیف‌تر از آهن‌ربای یخچال معمولی و تقریباً یک میلیون بار ضعیف‌تر تحریک مغناطیسی مغز می‌باشد.
پرسینگر گزارش می‌دهد که بسیاری از افراد «تجارب عرفانی و حالات تغییریافته» را گزارش کرده‌اند. درحالی که کلاه خدا را بر سر داشتند. مبانی نظریه او در مطبوعات علمی مورد نقد قرار گرفته‌است. گزارش‌های غیرموثق توسط روزنامه نگاران، دانشگاهیان و مستندسازان آمیخته شده‌اند و چندین اثر گزارش شده توسط پرسینگر هنوز به‌طور مستقل همتاسازی نشده‌اند. یک کوشش برای همانندسازی منتشر شده در نوشتجات علمی، شکست در بازتولید اثرات پرسینگر را گزارش کرد و نویسندگان پیشنهاد کردند که تلقین‌پذیری شرکت‌کنندگان، کورسازی نامناسب شرکت‌کنندگان یا روش‌شناسی فردویژه (به انگلیسی: idiosyncratic) می‌تواند نتایج پرسینگر را توضیح دهد. پرسینگر استدلال می‌کند که همتاسازی از نظر فنی دارای ایراد بوده‌است، اما محققان بر روی همتاسازی خود ایستاده‌اند. تنها یک گروه یک همتاسازی مستقیم از یک آزمایش کلاه ایمنی خدا را منتشر کرده‌است. گروه‌های دیگر هیچ چیزی را گزارش نکرده‌اند یا تجربیات مشابهی را با استفاده از کلاه ایمنی ساختگی، یا کلاه‌هایی که روشن نشده‌اند، ایجاد کرده‌اند، و به این نتیجه رسیده‌اند که تفاوت‌های شخصیتی در شرکت‌کنندگان این تجربیات غیرعادی را توضیح می‌دهد.
ریچارد داوکینز، دانشمند و نویسنده علمی با حضور در مجموعه مستند علمی بی‌بی‌سی افق (هُریزون)، تجربه «حضور محسوس» نداشت، اما در عوض در برخی مواقع احساس «کمی سرگیجه»، «بسیار عجیب» داشت و احساساتی در اندام‌هایش و تغییراتی در تنفسش داشت. او تجربیات خود را اینگونه خلاصه کرد: «تقریباً احساس می‌کردم که در تاریکی مطلق هستم، با کلاه ایمنی روی سرم و به طرز دلپذیری در آرامش هستم». پرسینگر نتایج محدود داوکینز را برحسب نمره پایین او در مقیاس روانشناختی که حساسیت لوب گیجگاهی را اندازه‌گیری می‌کند، توجیه کرد.
سوزان بلک مور، روان‌شناس تجربی و محقق پیشین فراروان‌شناسی، گفت: «وقتی به آزمایشگاه پرسینگر رفتم و تحت عمل او قرار گرفتم، خارق‌العاده‌ترین تجربیاتی را داشتم که تا به حال داشته‌ام… اگر معلوم شود که یک اثر دارونما است، شگفت‌زده خواهم شد».
جک هیت، روزنامه‌نگاری از مجله وایرد، در سال ۱۹۹۹ از آزمایشگاه پرسینگر بازدید کرد و نسبت به صحبت‌های پرسینگر پس از تحریک ابراز سردرگمی کرد («یک سوال: آیا لامپ قرمز روی دیوار بزرگتر شد یا کوچکتر؟ یک لامپ قرمز روی دیوار بود؟ من متوجه نشده بودم».) و گزارش داد: «بسیاری سؤالات دیگر نشان می‌دهد که باید تجربیات دیگری هم داشتم، اما صادقانه بگویم، نداشتم. در واقع، همان‌طور که تجربیات ماورایی پیش می‌روند، در مقیاس ۱ تا ۱۰، کلاه پرسینگر در جایی در اطراف، اوه، ۴ قرارمی‌گیرد. حتی با وجود اینکه من یک تجربه خارج از بدن نسبتاً متقاعدکننده داشتم، نسبت به انتظارات و اضطراب‌های زیادی که داشتم ناامید شده‌ام».